# Bukovce (geomorfologický podcelek)
Bukovce jsou geomorfologický podcelek Bukovských vrchů. Nejvyšší vrch podcelku je Kremenec, dosahující výšky 1221 m n. m.

## Vymezení
Podcelek zabírá převážnou část pohoří, přičemž severní a východní okraj určuje státní hranice s Polskem a Ukrajinou. Nejvyšší vrch Kremenec leží na trojmezí, v místě styku hranic Slovenska s těmito zeměmi. Na území Slovenska Bukovce sousedí na západě s Laboreckou vrchovinou, jižním směrem pokračují Bukovské vrchy podcelkem Nastaz. 

## Dělení
Na území podcelku se nacházejí 4 geomorfologické části:
- Ruská kotlina
- Runinská kotlina
- Sedlická kotlina
- Uličská kotlina

## Vybrané vrcholy
- Kremenec (1221 m n. m.) - nejvyšší vrch pohoří
- Kamenná lúka (1200,9 m n. m.)
- Jarabá skála (1199 m n. m.)
- Ďurkovec 1188,7 m n. m.)
- Plaša (1162,8 m n. m.)

## Ochrana přírody
Velká část podcelku, mimo intravilánu obcí, patří do území Národního parku Poloniny . Nachází se zde množství maloplošných chráněných území, mezi nimi:
- Rožok - národní přírodní rezervace
- Stinská slatina - přírodní rezervace
- Stužica - národní přírodní rezervace
- Jarabá skala - národní přírodní rezervace
- Bahno - přírodní rezervace
- Borsukov vrch - přírodní rezervace [2]